# Neogene
Neogene é um gênero de mariposa pertencente à família Bombycidae.